# CF Motril
CF Motril is een Spaanse voetbalclub. De club werd in 2012 opgericht na het verdwijnen van Motril CF.

## Historie
CF Motril ging na het verdwijnen van Motril CF in 2012 meteen van start in de Segunda Andaluza, het achtste niveau in het Spaanse voetbal. De club werd er meteen kampioen. Het werd het begin van een steile opgang, want ook in de drie seizoenen daarop slaagde de club erin om te promoveren. Zo stond Motril vier jaar na de heroprichting reeds in de Tercera División, het vierde niveau in Spanje. Daar strandde het in de eerste twee seizoenen telkens op één punt van een plaats die recht geeft op deelname aan de promotie-playoffs.

## Resultaten
| Seizoen | № | Clubs | Divisie             | Duels | Winst | Gelijk | Verlies | Doelsaldo | Punten |
| ------- | - | ----- | ------------------- | ----- | ----- | ------ | ------- | --------- | ------ |
| 2012/13 | 1 |       | Segunda Andaluza    |       |       |        |         |           |        |
| 2013/14 | 2 |       | Primera Andaluza    |       |       |        |         |           |        |
| 2014/15 | 1 |       | Regional Preferente |       |       |        |         |           |        |
| 2015/16 | 1 |       | Primera Andaluza    |       |       |        |         |           |        |
| 2016/17 | 5 | 20    | Tercera División    | 38    | 21    | 7      | 10      | 71–43     | 70     |
| 2017/18 | 6 | 22    | Tercera División    | 42    | 25    | 6      | 11      | 85–56     | 81     |
| 2018/19 | 6 | 22    | Tercera División    | 42    | 20    | 8      | 14      | 79–59     | 68     |
| 2019/20 | 3 | 20    | Tercera División    | 29    | 16    | 8      | 5       | 50-24     | 56     |

Alhaurín de la Torre CF · 
CD Alhaurino ·
UD Almería B ·
Antequera CF · 
Atlético Malagueño · 
Atlético Mancha Real · 
Atlético Porcuna · 
UD Ciudad de Torredonjimeno ·
El Palo FC · 
CD Estepona ·
CD Huétor Tájar · 
CD Huétor Vega · 
Real Jaén ·
Juventud de Torremolinos ·
Loja CD · 
UD Maracena · 
Melilla CD ·
CF Motril ·
CP Almería ·
CD Torreperogil ·
Vélez CF